# NRP Dom Carlos I (A522)
O NRP Dom Carlos I (A522) é um navio hidrográfico da Classe Dom Carlos I operado pela Marinha Portuguesa. O navio foi construído pela empresa americana Tacoma Boat Company, com seu lançamento datando de 30 de janeiro de 1985. À época, servia à Marinha dos Estados Unidos sob o nome de USNS Audacious, permanecendo assim até 1995, quando deixou seu serviço, sendo entregue à Armada em dezembro de 1996 e comissionado em em 28 de fevereiro do ano seguinte.
O navio possui 68,3 metros de comprimento, uma boca de 13,1 metros, calado máximo de 5,6 metros, altura de 4,6 metros e deslocamento de 2 285 toneladas. Atinge uma velocidade máxima de 10 nós (19 quilômetros por hora) e possui como velocidade de cruzeiro 9 nós (16 quilômetros por hora). Desempenha funções de pesquisa tendo como missão apoiar a execução das atividades de investigação e desenvolvimento tecnológico concernentes às ciências e às técnicas do mar, a fim de que a sua aplicação prioritária em operações militares navais, designadamente nas áreas da hidrografia, da cartografia hidrográfica, da segurança da navegação, da oceanografia e da defesa do meio marinho.